# Distretto di Manorom
Il distretto di Manorom (in thailandese: มโนรมย์) è un distretto (amphoe) della Thailandia, situato nella provincia di Chainat.